# Castel Lerchenhof
Castel Lerchenhof (in tedesco Schloss Lerchenhof) si trova a Untermöschach, località del comune austriaco di Hermagor-Pressegger See nel Distretto di Hermagor, Land della Carinzia. È stato edificato attorno alla metà del XIX secolo.

## Storia

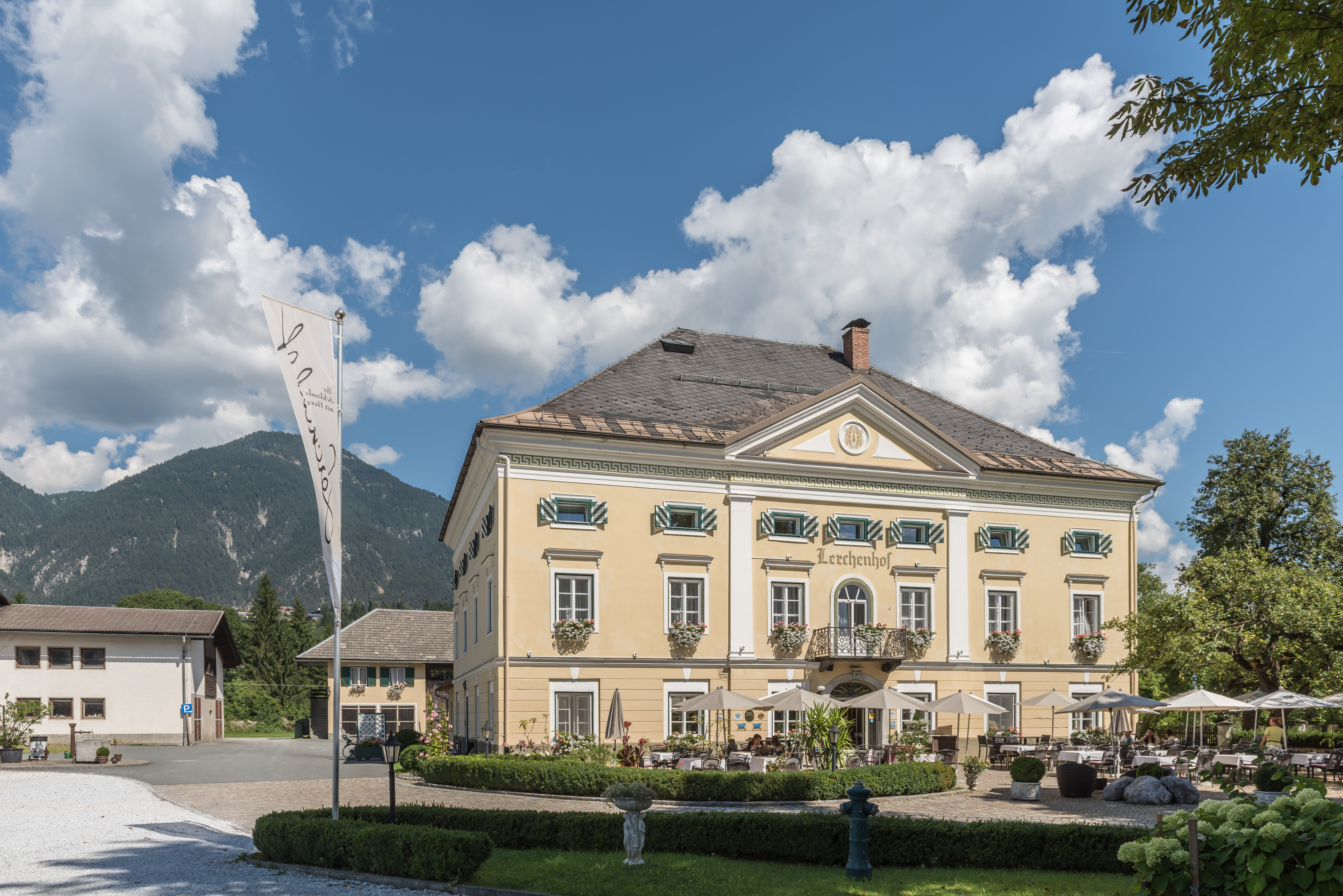
Castel Lerchenhof con gli edifici annessi alla proprietà

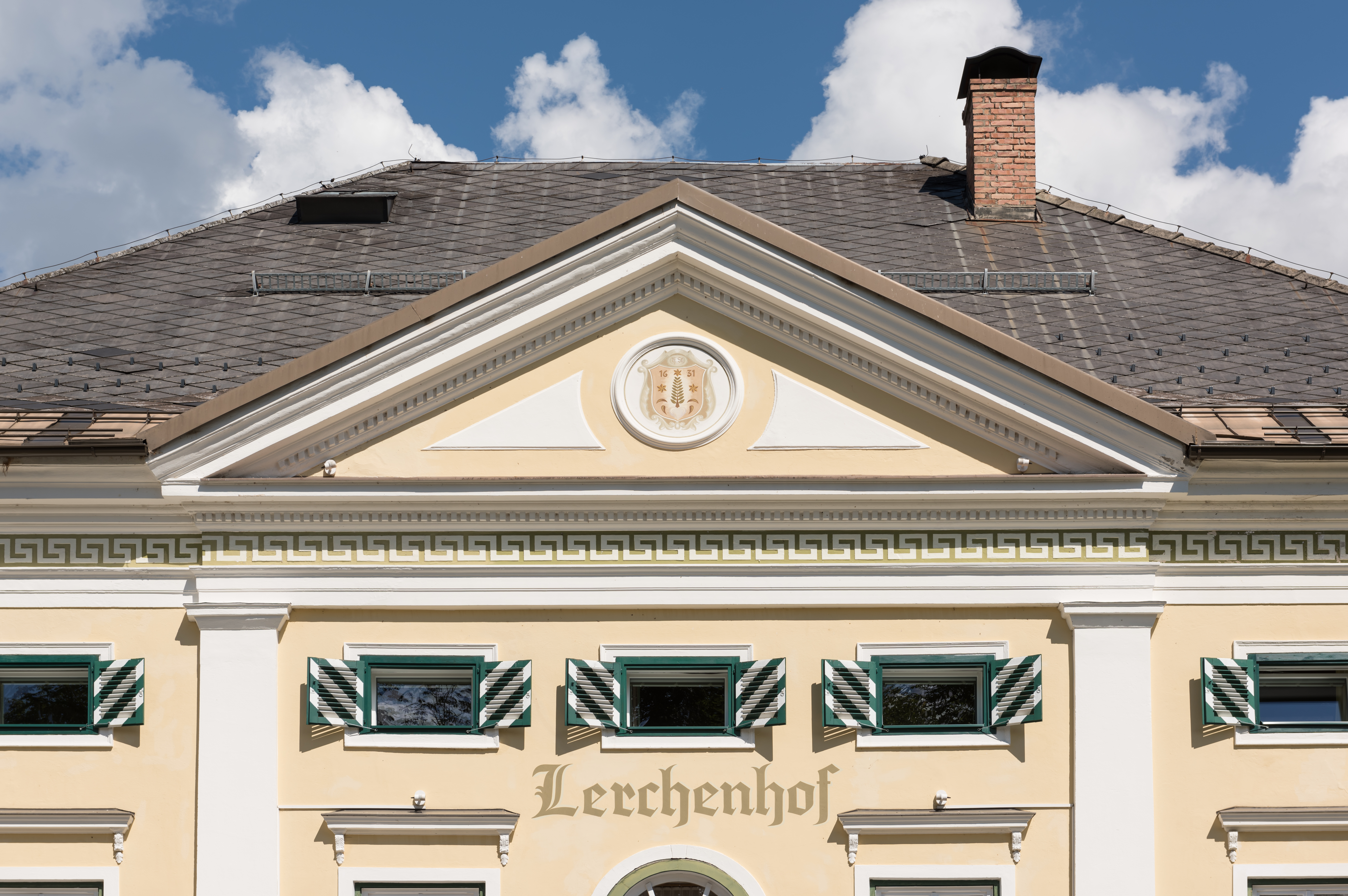
Particolare del timpano con lo stemma della famiglia Steinwender e l'anno 1631

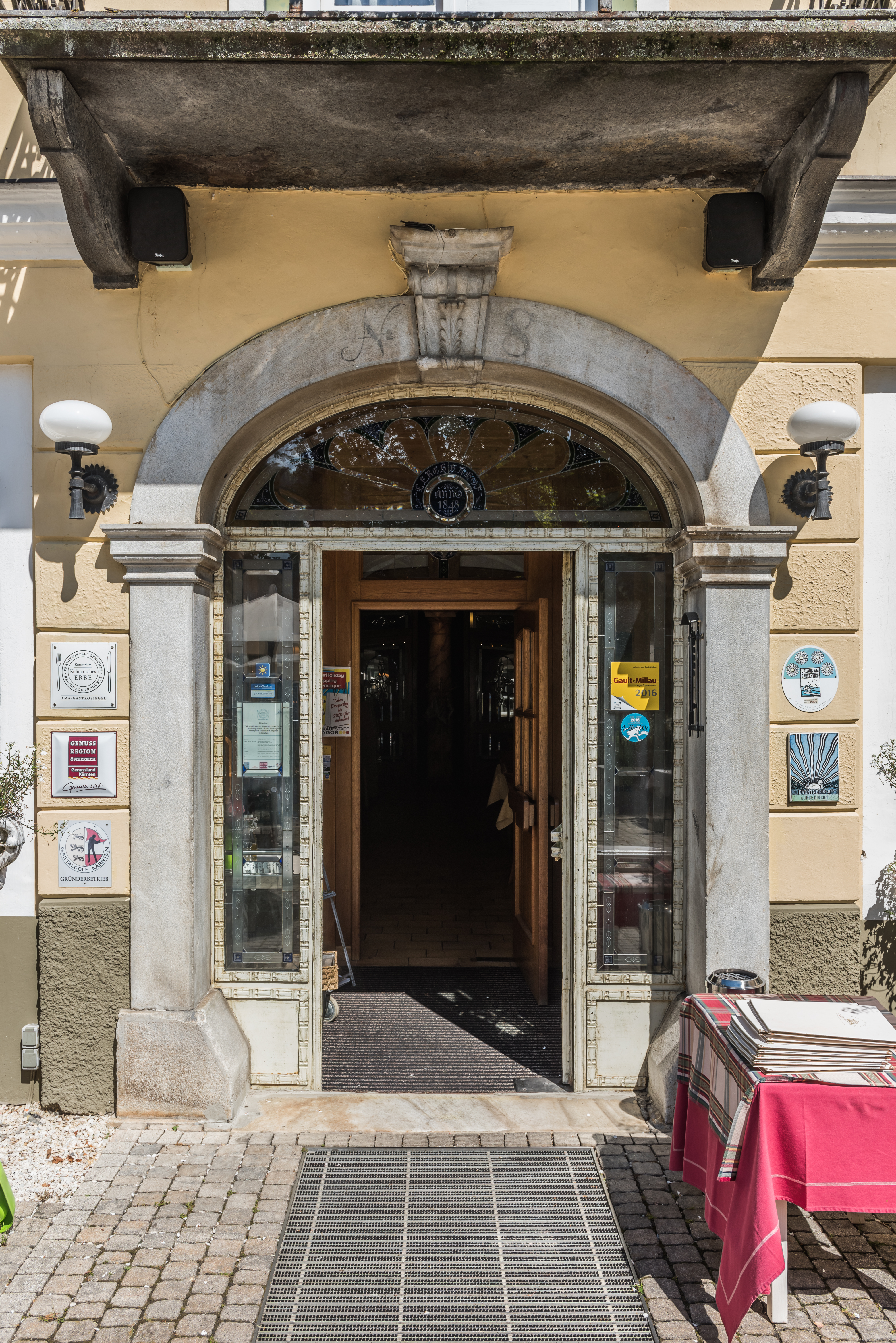
Portale di accesso

Nel 1642 nella località di Untermöschach era probabilmente presente un mulino a martelli legato all'attività siderurgica in quel periodo fiorente e che rimase in forte espansione sino alla metà del XIX secolo. Tra il 1848 e il 1851 l'industriale e barone Julius Emanuel von Wodley, in occasione del suo imminente matrimonio, fece costruire il castel Lerchenhof in stile Biedermeier grazie alle ingenti fortune accumulate con le sue aziende di laminatoi e forni a Gösseringbach e a Grünburg affidandone con ogni probabilità la direzione dei lavori al capomastro Johann Domenico Venchiarutti di Klagenfurt. A causa di un incidente ci caccia morì prima del matrimonio e così, per via ereditaria e per matrimonio, il Lerchenhof entrò in possesso della famiglia Steinwender entro la fine del secolo. Gli Steinwender utilizzarono il castello prima come locanda e poi come albergo, accanto al quale era attiva un'azienda agricola. Dal 1928 l'intera proprietà fu divisa tra due figli e castel Lerchenhof venne assegnato ad Hans Steinwender che già dirigeva la fattoria ottenendo contributi finalizzati all'allevamento dei cavalli. Nel 1959 la proprietà andò ad uno dei figli, Hans Steinwender.

## Descrizione
Il castello si trova a Untermöschach, località di Hermagor-Pressegger See nel Distretto di Hermagor, Land della Carinzia. L'edificio storico è in stile Biedermeier tardo classicista con attorno un ampio giardino. La facciata principale è caratterizzata dalle due lesene che reggono il grande frontone neoclassico triangolare con timpano all'interno del quale è dipinto lo stemma della famiglia Steinwender con l'anno 1631. Si sviluppa su tre piani. Il piano terra è scanalato e un cornicione profilato marcapiano lo separa dai piani superiori. Le finestre del primo piano hanno tutte cornice rettangolre ad esclusione della porta-finestra centrale, che si conclude con Arco a tutto sesto e permette l'accesso ad un piccolo balcone. Il portale principale è pure questo ad arco. Castel Lerchenhof, anche noto come Lerchenhof Palace, è proprietà privata ed utilizzato per ricettività alberghiera.

### Bene architettonico tutelato
Castel Lerchenhof è stato posto sotto tutela dei monumenti da parte della Repubblica austriaca col numero 17795.